# Axel Jacobson (ingenjör)
Axel Teodor Jacobson, född 28 december 1881 i Kalmar, död 10 januari 1969 i Lidingö, var en svensk väg- och vattenbyggnadsingenjör. 
Jacobson, som var av hattmakaremästare Wilhelm Jacobson och Emilie Peterson, utexaminerades från Kungliga Tekniska högskolan 1903. Han var anställd hos stads- och hamningenjören i Kalmar stad samma år, vid Västra Centralbanans järnvägsbyggnad 1904–1905, vid Trollhätte kanal- och vattenverk 1906–1908, hos Vattenfallsstyrelsen som registrator 1909, kamrer 1913, kontorschef och föredragande 1916 och var byråchef där 1920–1946. Han var ledamot av kommunikationsverkens lönekommitté 1918–1920 och suppleant i kommunikationsverkens lönenämnd från 1919. Jacobson är begravd på Lidingö kyrkogård.